# Topojë
Topojë là một xã trong quận Fier thuộc hạt Fier, Albania. Dân số năm 2005 là 5508 người.